# Atimiosa quinquemucronata
Atimiosa quinquemucronata är en spindelart som beskrevs av Simon 1895. Atimiosa quinquemucronata ingår i släktet Atimiosa och familjen käkspindlar.
Artens utbredningsområde är Sri Lanka. Inga underarter finns listade.